# 募金条例
募金条例（ぼきんじょうれい）とは、日本の条例。

## 概要
街頭等で募金活動をする際に地方公共団体又は警察機関への許可を得なければならないことが規定されている。違反者には罰金等の刑事罰が規定されている。法令に特別の定めがあるもの等（例として、日本赤十字社法の規定による日本赤十字社や政治資金規正法の規定による政治団体）については適用除外の規定がある。
戦後の混乱した社会情勢から寄付募集行為が住民に多大の迷惑（寄付の強制、割当等）を及ぼす事例が多発する事態が発生したことがきっかけで1950年代に全国各地で制定された。
1955年6月頃に無許可・無届で戦没者のための盆の法要を営む旨の募金活動を行なった石川県金沢市の住職に対し、金沢市募金条例違反の刑事訴訟により1972年7月25日に最高裁で有罪判決が確定する判例が出ている。